# Cizay-la-Madeleine
Cizay-la-Madeleine település Franciaországban, Maine-et-Loire megyében. Lakosainak száma 473 fő (2022. január 1.). Cizay-la-Madeleine Brossay, Le Coudray-Macouard, Courchamps, Montreuil-Bellay, Les Ulmes, Vaudelnay és Doué-en-Anjou községekkel határos.

## Népesség
A település népességének változása:
| Lakosok száma | 445  | 400  | 400  | 431  | 501  | 476  | 464  | 469  | 470  | 473  |
|               | 1968 | 1982 | 1990 | 2006 | 2013 | 2015 | 2017 | 2019 | 2020 | 2022 |